# Kumagawa Railroad
 Kumagawa Railroad Co., Ltd. (くま川鉄道株式会社, Kumagawa Tetsudō Kabushiki-gaisha) est une compagnie de transport de passagers qui exploite une ligne de chemin de fer dans la préfecture de Kumamoto au Japon. Son siège social se trouve dans la ville de Hitoyoshi.

## Histoire
La compagnie a été fondée le 26 avril 1989. Elle reprend l'exploitation de la ligne Yunomae le 1er octobre 1989 après son transfert de la JR Kyushu.

## Ligne
La compagnie possède une ligne.
| Ligne         | Nom japonais | Terminus                  | Longueur (km) | Gares |
| ------------- | ------------ | ------------------------- | ------------- | ----- |
| Ligne Yunomae | 湯前線       | Hitoyoshi-Onsen - Yunomae | 24,8          | 14    |

## Matériel roulant

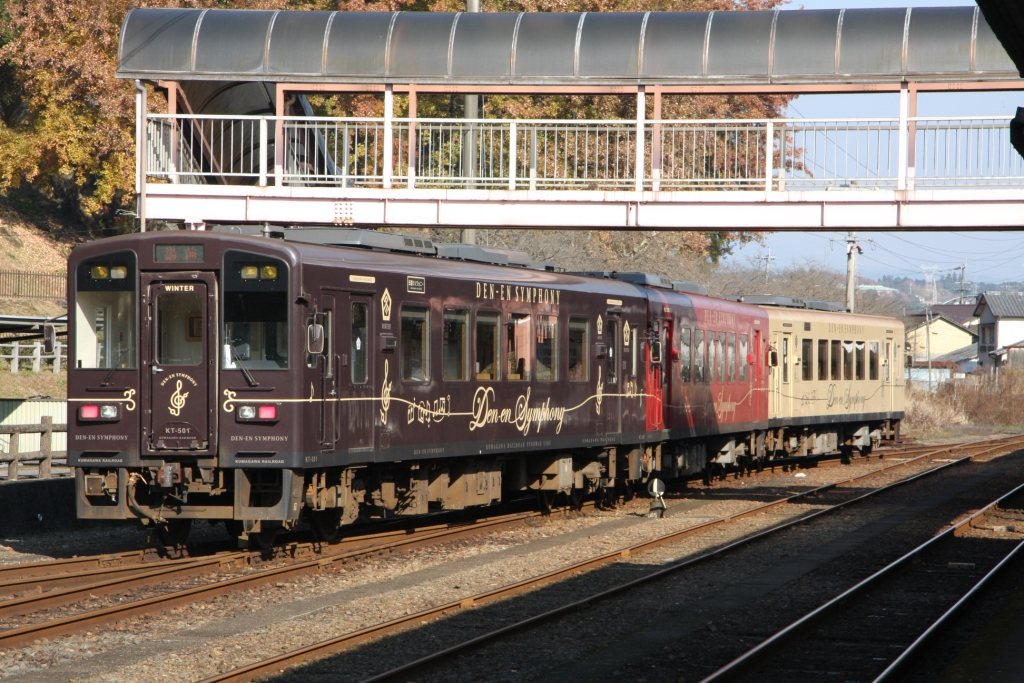
Autorails série KT500.

La compagnie exploite des autorails série KT500.